# Битков, Сергей Алексеевич
Сергей Алексеевич Битков (род. 29 ноября 1956 года) — игрок в хоккей с мячом, выступающий за сборную Германии. Мастер спорта СССР, мастер спорта Республики Казахстан международного класса. Старейший игрок и автор мяча в истории чемпионатов мира по хоккею с мячом.

## Карьера
Выступал в высшей и в первой лигах за «Труд»/«Маяк» (Краснотурьинск) — 1973, 1979, «Юность» (Омск) — 1975, 1978, «Динамо» (Алма-Ата) — 1976, 1977, «Геолог», «Уралец» (Уральск) — 1981—1991, «Горняк» (Хромтау) — 1992—1994, «Локомотив» (Оренбург) — 1995—1998.
Чемпион СССР (1977), вице-чемпион СССР (1976), чемпион СССР среди юношей.
Участник чемпионата мира 1997 года в составе сборной Казахстана.
После переезда на постоянное место жительства в Германию (живёт в немецком городе Ольденбург), играл в хоккей на траве в оберлиге, хоккей на роликах. В сборной Германии по хоккею с мячом — с января 2014 года. На чемпионате мира 2017 года в возрасте 60 лет забил мяч в ворота сборной Белоруссии, став самым возрастным автором гола в истории чемпионатов мира по хоккею с мячом.